# Henry Small (Informationswissenschaftler)
Henry Gilbert Small (* 1941) ist ein US-amerikanischer Informationswissenschaftler.

## Leben
Nach einem Chemie-Studium erwarb Small 1971 an der University of Wisconsin-Madison den akademischen Ph.D. auf dem Gebiet der Wissenschaftsgeschichte und Chemie. Anschließend arbeitete er bis 1972 am Center for History and Philosophy of Physics des American Institute of Physics. Von 1972 bis 1977 war er Senior Research Scientist am Institute for Scientific Information (ISI) in Philadelphia (Pennsylvania) und danach bis 2010 Leiter der Auftragsforschung des ISI sowie leitender Wissenschaftler (Chief Scientist). Seit 2010 ist er Senior Scientist der Firma SciTech Strategies, Inc.
Um den kognitiven Zusammenhang wissenschaftlicher Publikationen zu verdeutlichen, entwickelte Small 1973 die Kozitationsanalyse, die unabhängig von ihm von Irina Marshakova in die Scientometrie eingeführt wurde. In einer Vielzahl weiterer Veröffentlichungen erweiterte und verfeinerte er diese Methode der Analyse von Netzwerken wissenschaftlicher Kommunikation.
1987 wurde er zusammen mit V.V. Nalimov mit dem Derek John de Solla Price Award der Zeitschrift Scientometrics ausgezeichnet. 1998 erhielt er den Award of Merit der American Society for Information Science and Technology (ASIS&T), die höchste Auszeichnung die von dieser Gesellschaft an einzelne Wissenschaftler vergeben wird. 1989 wurde er Fellow der American Association for the Advancement of Science.